# 共感
共感（きょうかん、英: Empathy）とは、一般的に他者の視点に立ち、その経験を理解し、感じ、場合によっては共有して応答する能力として説明される。他者を理解することに主に関係する社会的、認知的、感情的プロセスを含むがこれらに限定されない、共感のより多くの（時に矛盾する）定義が存在する。多くの場合、共感は広義の用語とされ、認知的共感、情動的（または感情的）共感、身体的共感、精神的共感などのより具体的な概念や種類に分類される。
共感は現在も研究の対象である。主な研究分野には、共感の発達、共感の遺伝学と神経科学、種を超えた共感、共感の障害が含まれる。一部の研究者は、参加者が回答を記入して得点化できる質問票などの異なる方法を通じて、共感を定量化する取り組みを行っている。
他者として自分を想像する能力は洗練された過程である。しかし、他者の感情を認識する基本的な能力は生得的である可能性があり、無意識的に達成される可能性がある。共感はすべてか無かではない。むしろ、人は他者に対してより多くまたはより少なく共感的になることができ、経験的研究は共感を改善できる様々な介入を支持している。
英語の「empathy」は、古代ギリシア語のἐμπάθεια（empatheia、「身体的愛情または情熱」を意味する）に由来する。その言葉はἐν（en、「中に、で」）とπάθος（パトス、「情熱」または「苦悩」）に由来する。テオドール・リップスは1903年にドイツ語の美学用語Einfühlung（「感情移入」）を心理学に適用し、エドワード・ティチェナーは1909年にEinfühlungを英語の「empathy」に翻訳した。現代ギリシャ語のεμπάθειαは、文脈に応じて、偏見、敵意、悪意、または憎悪を意味する場合がある。

## 定義
英語に導入されて以来、「empathy」は研究者と一般の人々の両方の間で、（時に矛盾する）広範な定義を持っている。共感の定義は、他者を気遣い助けたいと願うこと、他者の感情と一致する感情を経験すること、他者が考えていることや感じていることを見分けること、自己と他者の違いをより不明確にすることなど、広範な現象を包含する。
共感は他者の感情状態を理解することを含むため、その特徴づけ方は感情の特徴づけ方に由来する。例えば、感情が身体的感覚によって特徴づけられる場合、他者の身体的感覚を理解することが共感の中心とみなされる。一方、感情が信念と欲求の組み合わせによって特徴づけられる場合、それらの信念と欲求を理解することが共感にとってより本質的となる。
典型的に、ある人が他者の進行中の意図的な行動、関連する感情状態、個人的特徴の重要性を、認識された人にとって正確で許容できると思われる方法で、正確に認識して伝えるとき、その人は共感を示している。これは、複雑な人間の感情と相互作用の理解を助ける共感に関する微妙な視点である。主観的な経験を認識することは、共感に関与する際のバランスと理解の必要性を強調する。
他者の身体的感覚や感情を認識する能力は、模倣能力に関連しており、他者に見られる身体の動きや表情を、自身でそれらの対応する動きや表情を生み出す際の深部感覚的感覚と結びつける生得的な能力に基づいているようである。

### 共感と関連概念との区別
慈悲と同情は共感に関連する用語である。ある人が他者が必要としていることに気付くとき、その人は慈悲を感じ、この感情はその人を助けるよう動機づける。共感と同様に、慈悲も広範な定義と主張される側面（共感の一部の定義と重複する）を持つ。同情は、困っている誰かに対する思いやりと理解の感情である。一部の人々は同情に、他者に対する共感的関心と、その人がより良い状態や幸せになることを願う気持ちを含める。
共感は残念と感情伝染にも関連している。人は、困っているかもしれない、または助けを必要としているかもしれない他者に対して残念な気持ちを感じる。この感情は誰かに対して「気の毒に思う」感情として説明される。感情伝染は、人（特に幼児や集団の一員）が、必ずしもそれが起きていることを認識せずに、他者が示している感情を模倣的に「感染」することである。
アレキシサイミアは、自身の感情を理解し、処理し、または説明することの欠如を表す（他者の感情に関する共感とは異なる）。

## 分類
共感には2つの主要な構成要素がある。
1. 感情的共感は、「情動的共感」とも呼ばれ[27]、他者の精神状態に対して適切な感情で応答する能力である[26]。感情的に共感する能力は感情伝染に基づいており[27]、他者の感情的または覚醒状態の影響を受けることである[28]。感情的共感は以下の尺度に細分化される[26][29]。
  - 共感的関心（英語版）：他者の苦しみに対する同情と慈悲[26][30][31]。
  - 個人的苦痛（英語版）：他者の苦しみに対する不快感と不安[26][30][31]。個人的苦痛が共感の一形態なのか、それとも共感とは異なる何かなのかについて、合意は得られていない[22][30]。この細分化には発達的側面があるかもしれない。乳児は他者の苦痛に対して自身が苦痛を感じることで反応する。2歳になって初めて、他者志向的な方法で反応し始める：助けようとしたり、慰めようとしたり、共有しようとしたりする[30]。
  - 感情的メンタライジング：共感の対象についてより理解するために、体の言語、表情、他者の信念と状況についての知識、文脈などの手がかりを使用する[9]。

1. 認知的共感は、他者の視点や精神状態を理解する能力である[32][26][33]。共感的正確性（英語版）、社会的認知、視点取得（英語版）、心の理論、メンタライゼーションという用語はしばしば同義的に使用されるが、共感の種類と心の理論を比較する研究が不足しているため、これらが同等であるかどうかは不明確である[26]。認知的共感の測定には自己報告質問票と行動測定が含まれるが、2019年のメタ分析[34]では、自己報告と行動測定の間にはわずかな関連性しか見られず、人々は一般的に自身の認知的共感能力を正確に評価することができないことが示唆された。認知的共感は以下の尺度に細分化される[26][29]。
  - 視点取得（英語版）：自発的に他者の心理的視点を採用する傾向[26][35]。
  - ファンタジー：架空のキャラクターと同一化する傾向[26]。
  - 戦術的（または戦略的）共感：特定の望ましい目的を達成するための視点取得の意図的な使用[36]。
  - 感情制御：共感している感情に圧倒されることなく共感することを可能にする、感情伝染過程への抑制[37]。

科学界はこれらの構成概念の正確な定義について一致していないが、この区別については合意が得られている。感情的共感と認知的共感は互いに独立している。感情的に強く共感する人が、必ずしも他者の視点を理解することが得意とは限らない。
提案されている追加の構成概念には、「行動的共感」（共感の感情にどのように反応するかを支配する）、「社会的共感」（共感する人が広範な社会力学の理解を共感的モデリングに統合する）、「生態学的共感」（自然界に向けられた共感を包含する）が含まれる。
加えて、フリッツ・ブライトハウプトは、健全な共感における共感「抑制」メカニズムの重要性を強調する:ch.2。

## 測定
共感を測定する努力は、少なくとも20世紀半ばにまで遡る。研究者は多くの視点から共感の測定にアプローチしている。
行動測定は通常、評価者が監視している被験者における特定の行動の有無を評価することを含む。実験者は言語的および非言語的行動の両方をビデオに記録している。他の実験者は、被験者に自身の感情や行動、または実験に関与する他の人々の感情や行動についてコメントすることを求め、共感的機能のレベルを評価者に間接的に示すようにした。
生理学的反応は、被験者の身体に物理的に接続された精巧な電子機器によって捕捉される傾向がある。研究者は、生成された電子的な読み取り値からその人の共感的反応について推論を引き出す。
身体的または「身体性」の測定は、ミクロレベルでの行動測定とみなすことができる。表情やその他の非言語的に表現される反応を通じて共感を測定する。このような変化は、おそらく何らかの形の「感情伝染」または模倣によってもたらされる生理学的変化に裏付けられている。これらの反応は、共感者の内部の感情状態を反映しているように見えるが、刺激事象が最も短い期間以上続いた場合、役割取得（「もし私が彼だったら...と感じるだろう」）に関連する認知に基づく感情反応の結果も反映している可能性がある。
絵や人形物語による共感の指標は、就学前の非常に幼い被験者でも、質問を読んで回答を書く必要なく応答できるように採用されている。若い被験者のための従属変数（実験者が変化を監視する変数）には、7段階のスマイリーフェイススケールでの自己報告や、撮影された表情反応が含まれている。
一部の実験では、被験者はビデオシナリオ（演出されたものまたは本物）を見て、共感のレベルが評価される文章による回答を行うことが求められる。シナリオは印刷された形式で描かれることもある。

### 自己報告による測定
共感の測定にはまた、共感的機能の感情的、認知-感情的、あるいは主に認知的な基盤を明らかにするように設計された印刷された質問票に対して、リッカート尺度式の数値による回答を用いて、被験者が自身の共感能力や容量について自己報告することが頻繁に求められる。一部の質問票は認知的および感情的基盤の両方を明らかにすると主張している。しかし、2019年のメタ分析では認知的共感の自己報告測定の妥当性に疑問を投げかけており、そのような自己報告測定は対応する行動測定とほとんど相関がないことが判明した。主観的な自己認識と観察可能な行動のバランスを取ることで、より信頼性の高い共感の評価に貢献することができる。
このような測定は、共感ではなく、人の感じる共感とどれだけの共感が適切かという基準との差を測定する可能性がある。例えば、ある研究者は、学生が共感のクラスを受講した後、自身をより共感的でないと評価したことを発見した。共感についてより多くを学んだ後、学生は自身の感情や行動をより厳密に判断し、自身により多くを期待し、そのため自身をより厳しく評価するようになった。
医療分野では、介護者のための測定ツールとして「医師共感のジェファーソン尺度、医療専門家版（JSPE-HP）」がある。
対人反応性指標（IRI）は、共感の多次元的評価を提供する、現在も頻繁に使用されている最も古い公表された測定ツールの1つである（1983年に初めて公表）。上記で説明した感情的共感と認知的共感の下位区分をカバーする7項目の4つの尺度に分かれた28項目の自己報告質問票から構成される。より最近の自己報告ツールには、サイモン・バロン＝コーエンとホイールライトによって作成された共感指数（EQ）があり、60項目からなる自己報告質問票で構成されている。別の多次元尺度として、認知的・感情的共感質問票（QCAE、2011年に初めて公表）がある。
共感体験尺度は、相互主観性に関する現象学的視点から共感を測定する30項目の質問票で、知覚的体験（代理的体験次元）と他者の感情状態の基本的な認知的認識（直観的理解次元）の共通基盤を提供する。
言語の変化により、このような質問票を使用して時間の経過に伴う比較を行うことは困難である。例えば、ある研究では1979年から2009年の間に13,737人の大学生を対象に単一の質問票を使用し、その期間中に共感スコアが大幅に低下したことを発見した。批評家は、これらの結果は質問票の文言が時代遅れになっていた（「優しい感情」、「居心地が悪い」、「かなり感動した」、「取り乱す」など、今日の学生が共感できないかもしれない慣用句を使用していた）ためである可能性があると指摘した。

## 発達

### 個体発生的発達
2歳までに、子どもは通常、他者の感情状態に対応する感情的反応を示すという共感の基本的な行動を示し始める。さらに早く、1歳の時点で、乳児は共感のいくつかの萌芽を持っている。彼らは、自分の行動と同様に、他者の行動にも目的があることを理解している。幼児は時々、他者を慰めたり、他者に対する関心を示したりする。2歳の間に、他者を欺くために虚偽や見せかけのゲームをする。そのような行動には、子どもがその信念を操作できるように、他者が何を信じているかを知っていることが必要である。
シカゴ大学の研究者らがFMRIを使用した研究によると、7歳から12歳の子どもは、他者が怪我をしているのを見ると、自分自身が怪我をした場合と同様の脳活動を経験する。彼らの発見は、成人の痛みの共感に関する以前のfMRI研究と、特に他者の苦痛の代理的体験が生まれつき備わっており、人生の早い段階で存在するという以前の発見と一致している。この研究では、若者が誰かによって意図的に傷つけられた他者を見たとき、道徳的推論に関与する領域を含む、社会的および道徳的認知に関連する脳の追加の領域が活性化されることを発見した。
子どもは生後18ヶ月から2歳という早い段階から、泣いている赤ちゃんを慰めようとするなど、共感のいくつかの兆候を示すことができるが、ほとんどの子どもは4歳頃までに完全な心の理論を示さない。心の理論は、他者が自分とは異なる信念を持っている可能性があることを理解する能力を含み、共感の認知的要素を含むと考えられている。子どもは通常、4歳頃に誤信念課題（心の理論のテスト）に合格することができる。自閉症の人々は心の理論を使用することが非常に困難であると理論化されているが、この主題についてはかなりの論争がある（例：サリーとアン課題）。
共感的成熟性は、イェール大学看護学部で開発された認知構造理論である。それは、成人が患者の人格をどのように概念化または理解するかを扱う。この理論は、最初は看護師に適用され、その後他の職業にも適用されており、3つのレベルの認知構造を想定している。第3の最高レベルは、ケアの道徳的構造のメタ倫理理論である。レベルIIIの理解で活動する成人は、正義とケアに基づく倫理のシステムを統合する。

### 個人差
共感的関心尺度は、他者指向の同情と関心の感情を評価し、個人的苦痛尺度は自己指向の個人的不安と不快感を測定する。研究者らは、外向性と協調性を分析するために行動データと神経画像データを使用している。両者は共感的正確性および共感的処理に重要な2つの脳領域（内側前頭前皮質と側頭頭頂接合部）における脳活動の増加と関連している。

### 性差
平均して、女性は共感指数（EQ）などの共感の測定で男性よりも高得点を示す一方、男性はシステム化指数（SQ）でより高得点を示す傾向がある。自閉症スペクトラム障害を持つ男性と女性の両方は、通常EQで低得点を示し、SQで高得点を示す（自閉症と共感についての詳細は以下を参照）。
他の研究では有意な性差は示されず、代わりにジェンダーの違いはステレオタイプを維持するなどの動機づけの違いの結果であることが示唆されている。男性と女性に関する性役割のステレオタイプは、感情の表現方法に影響を与える可能性がある。性差は小さいから中程度で、やや一貫性に欠け、しばしば個人の動機や社会的環境の影響を受ける。ボッソンらは「感情の生理学的測定や人々の日常生活を追跡する研究では、感情の経験において一貫した性差は見られない」と述べており、これは「女性が特定の感情表現を増幅させているか、男性がそれらを抑制している可能性を示唆している」という。
しかし、2014年の『神経科学・生物行動学レビュー』のレビューでは、「共感における性差が系統学的および個体発生的に生物学的根拠を持ち、単なる社会化によって駆動される文化的副産物ではない」という証拠があると報告している。このレビューでは、誕生時から共感に性差があり、年齢とともに大きくなり、生涯を通じて一貫して安定していることが分かった。女性は平均して男性よりも高い共感を示し、性別に関係なく、共感が高い子どもは発達を通じて高い共感を維持し続ける。脳の事象関連電位の分析では、人間の苦痛を見た女性は男性よりも高い事象関連電位波形を示す傾向があることが分かった。N400振幅の調査では、社会的状況に対する反応において、平均して女性の方が高いN400を示し、これは自己報告された共感と正の相関を示した。構造的fMRI研究でも、女性は後部下前頭回と前部下頭頂小葉の領域で灰白質体積が大きく、これはfMRI研究におけるミラーニューロンと相関していることが分かった。女性はまた、感情的共感と認知的共感の間のつながりがより強い傾向があった。研究者らは、発達におけるこれらの性差の安定性は環境的影響では説明できず、むしろ人類の進化と遺伝によるものであると考えている。先史時代を通じて、女性は子どもの主要な養育者と世話人であった。そのため、これは女性が非言語的表現をより意識し、反応するように進化した神経学的適応につながった可能性がある。「主要養育者仮説」によると、先史時代の男性は主要養育者としてそのような選択圧を受けなかった。これは現代の感情認識と共感における性差を説明するかもしれない。
『神経心理学』で発表されたレビューでは、女性は顔の感情、表情の処理、および一般的な感情の認識がより優れている傾向があることが分かった。男性は怒り、攻撃性、脅威的な手がかりなどの特定の行動の認識がより優れている傾向があった。『認知と感情』における2014年のメタ分析では、非言語的感情認識において女性がわずかに優位であることが分かった。

### 環境的影響
一部の研究は、養育スタイルや関係性などの環境要因が、子どもの共感の発達に影響を与えると理論化している。共感は向社会的行動を促進し、攻撃性を調整するのに役立つ。
キャロライン・ティソットは、養育スタイル、親の共感、以前の社会的経験などの環境要因が幼い子どもの共感の発達にどのように影響するかを研究した。研究対象の子どもたちは効果的な共感測定を完了するよう求められ、一方で子どもの親は養育スタイルを評価するための質問票とバランスの取れた感情的共感尺度を完了した。研究では、養育スタイル全体としてではなく、特定の養育実践が子どもの共感の発達に寄与することが分かった。これらの実践には、子どもに他者の視点を想像するよう促すことと、子どもに自身の感情について振り返るよう教えることが含まれる。共感の発達は子どもと親の性別に基づいて異なっていた。父親の温かさは、特に男の子において、共感と有意に正の関係があった。母親の温かさは、特に女の子において、共感と負の関係があった。
共感は脳卒中などの脳外傷により障害される可能性がある。ほとんどの場合、病変や脳卒中が脳の右側で発生すると共感が障害される。感情調節を主に担当する前頭葉へのダメージは、共感を経験する能力に深刻な影響を与える可能性がある。後天的脳損傷を持つ人々も共感のレベルが低下する。外傷性脳損傷を持つ人々の半数以上が、共感能力の欠損を自己報告している。
共感はトレーニングで改善できるスキルであるという証拠がある。

### 種を超えた進化
動物行動学と神経科学の研究は、共感がヒトに限定されないことを示している（ただし、そのような研究の解釈は、研究者がどの程度広範な共感の定義を採用するかに部分的に依存する）。
共感に似た行動は、飼育下および野生の両方の霊長目で観察されており、特に最も共感的な霊長類かもしれないボノボで観察されている。
ある研究は、げっ歯類において共感によって引き起こされる向社会的行動を実証した。げっ歯類は痛みを感じている同居個体（ただし見知らぬ個体ではない）に対して共感を示す。
ステファニー・プレストンとフランス・ドゥ・ヴァールによる共感の進化に関する影響力のある研究は、神経的知覚-行動メカニズムについて議論し、状態マッチングから視点取得までのすべてのレベルを結びつけるボトムアップモデルの共感を想定している。
シカゴ大学の神経生物学者ジャン・デセティは、共感がヒトに限定されないことに同意するが、共感は深い進化的、生化学的、神経学的基盤を持ち、ヒトにおける最も高度な形式の共感でさえもより基本的な形式の上に構築されており、感情的コミュニケーション、社会的愛着理論、動物の子育てに関連する中核メカニズムと結びついたままであると述べている。共感とケアに関与する神経回路には、脳幹、扁桃体、視床下部、大脳基底核、島皮質、眼窩前頭皮質が含まれる。

## 他の動物と種間の共感
研究者のザンナ・クレイとフランス・ドゥ・ヴァールは、ボノボチンパンジーの社会情動的発達を研究した。彼らは、共感に関連する反応などの多くのスキルの相互作用、および若いボノボの異なる養育背景が、自身に関連するストレスイベント（例：闘争の敗北）や他者のストレスイベントにどのように反応するかに影響を与えるかに焦点を当てた。ボノボは対処メカニズムとして互いの身体接触を求めることが分かった。ボノボは、個人的に経験したストレスイベントの後よりも、他のボノボが苦痛を感じるイベントを見た後の方が、より多くの身体接触を求めた。母親に育てられたボノボは、他者にストレスイベントが起きた後、孤児のボノボよりも多くの身体接触を求めた。この発見は、共感的な行動などの成功した社会情動的発達における母子の愛着と絆の重要性を示している。ドゥ・ヴァールは、子どもの欲求を理解する母親に与えられた利点が、そもそも共感が進化した理由であると示唆している。
共感的な行動は、チンパンジーの自然な行動の異なる側面で観察されている。例えば、チンパンジーは、自然および非自然な環境の両方で、攻撃的行動の被害者に自発的に慰めの行動を提供し、この行動は慰めとして認識されている。テレサ・ロメロが率いる研究者らは、2つの別個の屋外飼育群でこれらの共感的および同情的な行動を観察した。慰めの行為は両群で観察された。この行動はヒト、特にヒトの乳児にも見られる。チンパンジーとヒトの間で見つかったもう一つの類似点は、共感的な反応が不均衡に血縁者に提供されたことである。非家族のチンパンジーへの慰めも観察されたが、ヒトと同様に、チンパンジーは近親者/愛する者に最も多くの慰めと関心を示した。チンパンジーとヒトの共感表現のもう一つの類似点は、平均して雌の方が雄よりも多くの慰めを提供したことである。この発見の唯一の例外は、高順位の雄が雌の同類と同じくらいの共感的な行動を示したことである。これは、高順位の雄チンパンジーの警察的な行動と権威的な地位によるものと考えられる。
イヌはヒトに対して共感的な反応を共有すると仮説が立てられている。研究者のカスタンスとメイヤーは、個々の犬を飼い主と見知らぬ人と一緒に囲いの中に入れた。参加者が話したりハミングしたりしている時、犬は行動の変化を示さなかった。しかし、参加者が泣くふりをしている時、犬は飼い主であれ見知らぬ人であれ、苦痛を示している人に向かって行動を向けた。犬は泣いている参加者に服従的な方法で近づき、苦痛を示している人の匂いを嗅ぎ、舐め、寄り添った。犬は、興奮、尾の振り、あえぎなどの通常の形では参加者に近づかなかった。犬が飼い主に対してのみ共感的な反応を向けなかったことから、犬は一般的に苦痛を示す体の行動を示すヒトを探すと仮説が立てられている。これは犬が共感の認知能力を持っていることを示唆する可能性があるが、飼い育てられた犬が、その特定の行動に対して世代を通じて報酬を与えられることで、苦痛を感じているヒトを慰めることを学習した可能性もある。
ひなが苦痛を示しているのを目撃すると、家畜化された雌鶏（ニワトリ）は感情的および生理学的な反応を示す。研究者らは、ひなが危険にさらされる条件下で、母鶏の心拍数が増加し、警戒の鳴き声を出し、自身の毛づくろいを減少させ、体温が上昇することを発見した。この反応は、ひなが危険を感じているかどうかに関係なく発生した。母鶏は、ひなの行動が認識された脅威と相関している場合にのみ、ストレス誘発性体温上昇を経験した。
ヒトは他の種に共感することができる。生物のサンプルを対象とした研究では、生物に対するヒトの共感的認知（および思いやりのある反応）の強さは、私たちの種が共通の祖先を持っていた時期が遠いほど、負の相関があることが示された。言い換えれば、種が系統発生的に私たちに近いほど、その種に対して共感と思いやりを感じる可能性が高くなる。

## 遺伝学
共感の測定値は遺伝的影響を受けている証拠を示している。例えば、ADRA2Bの欠失変異の保因者は、感情を喚起する画像を見るときに扁桃体の活性化が高まる。遺伝子5-HTTLPRは、否定的な感情情報への感受性に影響を与えるようで、ADRA2bの欠失変異によっても減弱する。OXTR遺伝子の二重G変異の保因者は、より良い社会的スキルとより高い自尊心を持つ。染色体3のLRRN1近傍の遺伝子は、他者の感情を読み取り、理解し、反応する人間の能力に影響を与える。

### 共感の神経科学的基盤
現代の神経科学は、感情を理解し処理する心の能力の神経基盤に関する洞察を提供する。ミラーニューロンの研究は、人間の心の読み取りと感情共有能力の神経基盤を測定し、それによって共感反応の基盤を説明しようとする。共感テストで高得点を示す人々は、特に活発なミラーニューロンシステムを持っている。共感は、他者の感情状態を目撃し、共感することによって引き起こされる感情の自発的な共有である。共感的な人は、他者の立場にいたら感じるであろう感情反応を映し出すか模倣する。個人的苦痛とは異なり、共感は他者の感情反応への嫌悪によって特徴づけられない。この区別は重要である。なぜなら、共感は道徳的感情である同情、または共感的関心と結びついており、その結果、向社会的または利他的な行動とも結びついているからである。
人は他者の感情と信じるものを感じることによって共感し、これは共感を感情的かつ認知的なものにする。社会的存在にとって、対人的決定を交渉することは、物理的景観を移動する能力と同様に生存にとって重要である。
共感のfMRI研究のメタ分析は、感情的-知覚的共感と認知的-評価的共感では、異なる脳領域が活性化されることを確認している。感情的共感は島皮質の活性増加と相関し、認知的共感は中部帯状回と隣接する背内側前頭前皮質の活性と相関する。異なる種類の脳損傷を経験した患者を対象とした研究は、感情的共感と認知的共感の区別を確認した。具体的には、下前頭回が感情的共感を担当し、腹内側前頭前野が認知的共感を媒介しているようである。
fMRIは共感の機能解剖を調査するために使用されてきた。他者の感情状態を観察することは、嫌悪、触覚、または痛みであれ、自身でその状態を処理する際に関与する神経ネットワークの部分を活性化する。これらの感情状態が観察されている間、脳は共感に関与する脳のネットワークを活性化することができる。共感の感覚に関与する脳の2つの別個のシステムがある：認知システムと感情システム。認知システムは個人が他者の視点を理解するのを助け、感情システムは感情的に共感する能力を可能にする。活性化される神経ネットワークは、これらの感情状態に対する観察者の反応を制御し、それによって共感的な反応を促す。
共感の神経基盤の研究は、S.D.プレストンとフランス・ドゥ・ヴァールによる論文の発表後、サルで他者が行動を実行するのを見ているときと自身で実行するときの両方で発火するミラーニューロンの発見に続いて、関心が高まった。研究者らは、他の個人の状態を知覚することに注意を払うことが神経表象を活性化し、この活性化が、抑制されない限り、関連する自律的および身体的反応を準備または生成する（知覚-行動カップリング）ことを示唆している。このメカニズムは、知覚と行動の間の共通コーディング理論に類似している。
別の研究は、「社会的」および「機械的」タスクの遂行に関連する脳の異なる領域における相互抑制を活性化する別個の神経経路の証拠を提供している。これらの発見は、「他者の心の状態」および「無生物の因果的/機械的特性」に関する推論に関連する認識が、同時に発生することを神経的に抑制されることを示唆している。
共感中の運動ニューロンにおけるミラーリング行動は、感情の複製を助ける可能性がある。そのような共感的行動は、共感的感情へのアクセスを可能にし、おそらく親切と許しの感情を引き起こす可能性がある。

## 障害
感情的共感と認知的共感の分布の違いが、様々な状態で観察されている。精神病質とナルシシズムは、認知的共感ではなく感情的共感の障害と関連しており、一方双極症は感情的共感ではなく認知的共感の欠損と関連している。境界性パーソナリティ障害（BPD）の人々は、認知的共感の障害と変動する感情的共感に苦しむ可能性があるが、このトピックは議論の的となっている。統合失調症もまた、両方のタイプの共感の欠損と関連している。しかし、これらのような状態を持たない人々でさえ、感情的共感と認知的共感のバランスは異なる。
非典型的な共感反応は、精神病質、境界性パーソナリティ障害、自己愛性パーソナリティ障害、スキゾイドパーソナリティ障害などのパーソナリティ障害、行為障害、統合失調症、双極症、離人症と関連している。後に自身が犯したような虐待を受け、共感を示されない環境で育てられた性犯罪者は、被害者に対してより少ない感情的共感を感じた。

### 自閉症と論争
自閉症が共感に影響を与えるかどうかという主題は、議論の的となっている複雑な研究分野である。ミラーニューロン、失感情症など、いくつかの異なる要因が関与していると提案されている。二重共感問題理論は、自閉症と共感に関する以前の研究が誤って解釈されていた可能性があり、自閉症の人々は非自閉症の人々と同様に、互いに対して同じレベルの共感を示すことを提案している。
自閉症スペクトラム障害（ASD）は、しばしば共感と社会的コミュニケーションスキルの問題と相関している。しかし、ASD自体と同様に、これらの問題はしばしばスペクトラム上にあると判明している。自閉症の人々が個人的関係と共感に問題を抱える可能性が高いという示唆は、多くの研究で取り組まれてきた複雑な問題である。様々な研究が20年以上にわたってこれらの概念を探究してきた。
2004年のある研究のように、特定の研究はASDと共感の問題との間の関連を見出した。別の研究は、共感の問題が失感情症（感情を感じることの困難）とASDの併存に関連している可能性があることを発見した。しかし、2022年のより最近の研究は、実際には共感に関連する脳の部分（内側前頭前皮質と扁桃体）に有意な差がなかったことを発見した。
ミラーニューロンに関してASDと共感に焦点を当てた別の研究（2023年）もまた、ミラーニューロンが「ASDにおいて機能障害がある可能性がある」という理論を反映した。しかし、研究者らが述べているように、この関連は明確ではなく、ミラーニューロンはASDと相関しているものの、機能障害のあるミラーニューロンとASDの間に因果関係は証明されていない。2023年の研究は、非自閉症とみなされる他の子どもの感情表現を模倣し観察する際に、高機能自閉症の子どもが脳の下前頭回においてミラーニューロン活動の低下を示したことを発見したより早期の研究（2006年）と矛盾すると考えられるかもしれない。
ASDと共感の相関は研究者の焦点となっており、『自閉症および発達障害ジャーナル』において多くの関連論文を見つけることができる。

### 精神病質
精神病質は、反社会的および攻撃的行動、ならびに浅い感情や後悔と共感の欠如を含む感情的および対人的欠損によって部分的に特徴づけられるパーソナリティ構成概念である。『精神疾患の診断・統計マニュアル』（DSM）と『疾病及び関連保健問題の国際統計分類』（ICD）は、反社会性パーソナリティ障害（ASPD）と反社会性パーソナリティ障害（非社会性パーソナリティ障害）を挙げており、これらが精神病質として言及されてきたものを含むか、それに言及されてきたと述べている。
精神病質は、苦痛の手がかり（例：恐怖と悲しみの表情および声の表現）に対する非典型的な反応と関連しており、紡錘状回と外線条皮質領域の活性化低下を含み、これは恐怖の表現の認識低下と自律神経反応性の低下、および共感の障害を部分的に説明する可能性がある。精神病質的傾向のある子どもを対象とした研究でも、このような関連が示されている。精神病質者の幸福の表現を処理するための基礎的な生物学的基盤は機能的に損なわれていないが、対照群よりも反応性は低い。神経画像研究では、欠損が恐怖などの特定の感情に特異的であるかどうかは不明確である。一部のfMRI研究は、精神病質における感情知覚の欠損が感情全般（ポジティブとネガティブ）にわたって広範であると報告している。
精神病質者を対象とした研究では、特定の状況下で、彼らは意図的に他者と共感することができ、その共感反応は対照群と同じように開始されることが分かった。精神病質的犯罪者は、ある人が他者を傷つける映像を見ている間、脳スキャンを受けた。精神病質者は、傷つけられた個人と共感するよう指示されたとき、対照群と同じように共感反応を開始し、傷つけられた個人がどのように感じたかを想像するよう求められたとき、痛みに関連する脳領域が活性化された。この研究は、精神病質者が意のままに共感をオンにできることを示唆しており、これにより彼らは冷淡でありながら魅力的でもあることができる。研究チームは、この意図的な共感を、ほとんどの人が持つ自発的な共感に変換する方法は分からないと述べているが、「共感スイッチ」を活性化させることを助けることで精神病質者を更生させることができるかもしれないと提案している。他の研究者は、精神病質者の共感体験が対照群のものと同じであったかどうかは不明確なままであると指摘し、また共感反応をより自動的にするための治療的介入を考案する可能性にも疑問を投げかけた。
共感をオンオフできる能力が精神病質を構成するという理論の問題の1つは、そのような理論が社会的に容認された暴力と処罰を精神病質として分類することである。これらは特定の個人やグループに対する共感を一時停止することを伴うためである。異なる処罰規範を持つ文化に対して精神病質の検査を標準化することでこれを回避しようとする試みは、この文脈において、人々を個別の文化に分類できるという仮定に基づいているという批判を受けている。実際には文化的影響は混在しており、すべての人がモザイク状の影響に遭遇するためである。精神病質は、脳の実際の違いというよりも、文化間の想像上の明確な境界線に沿った精神医学の標準化の人工物である可能性がある。
ジーン・ディセティ教授が収監された多数の精神病質者を対象に実施した研究は、追加の洞察を提供する。ある研究では、精神病質者が意図的に傷つけられている人々を描写したビデオクリップを見ている間、スキャンを受けた。彼らはまた、痛みの表情の短いビデオを見ることに対する反応についてもテストされた。高精神病質群の参加者は、対照群の参加者と比較して、腹内側前頭前野、扁桃体、および中脳水道周囲灰白質部分の活性化が有意に低かったが、線条体と島皮質の活動は高かった。第2の研究では、精神病質を持つ個人は、自己視点を取る際に痛みに関連する脳領域で強い反応を示したが、他者視点の際に対照群で活性化された神経回路、特に腹内側前頭前野と扁桃体を動員することができず、これが彼らの共感的関心の欠如に寄与している可能性がある。
研究者は、高レベルの精神病質を持つ人々が十分な認知的共感レベルを持っているが、感情的共感を使用する能力を欠いているかどうかを調査してきた。精神病質測定で高得点を示す人々は、感情的共感を示す可能性が低い。強い負の相関があり、精神病質と感情的共感の欠如が強く対応していることを示している。DANVA-2は、精神病質尺度で高得点を示した人々が表情における感情の認識を欠いていないことを発見した。したがって、そのような個人は視点取得能力を欠いていないが、他者の経験に関する思いやりを欠いている。
神経科学者アントニオ・ダマシオと彼の同僚は、腹内側前頭前野に損傷を受けた被験者が道徳的な答えに共感的に至る能力を欠いており、道徳的ジレンマに直面したとき、これらの脳損傷患者は冷静に「目的は手段を正当化する」という答えに至ることを示した。ダマシオは、彼らが不道徳な結論に至ったという点ではなく、困難な問題に直面したとき - この場合、テロリストによってハイジャックされた旅客機が大都市に衝突する前に撃墜するかどうかという問題 - これらの患者は、正常に機能する脳を持つ人々を苦しめる苦悩なしに決定に至るように見えるという結論に至った。南カリフォルニア大学の臨床神経科学者エイドリアン・レインによると、この研究の含意の1つは、社会が不道徳な人々を判断する方法を再考する必要があるかもしれないということである：「精神病質者はしばしば共感や後悔を感じない。その認識がなければ、推論のみに頼る人々は道徳的な迷路を通り抜けることがより困難であるように見える。それは彼らを異なる説明責任の基準で判断すべきことを意味するのか？」
精神病質者が感情知覚と他者の痛みを想像することに欠損があることを示唆する研究にもかかわらず、サイモン・バロン＝コーエン教授は、精神病質は認知的共感が損なわれていないことと関連していると主張しており、これは行動、社会的手がかり、他者が感じていることを読み取り反応する能力が損なわれていないことを意味するだろう。しかし、精神病質は共感のもう1つの主要な構成要素 - 感情的（情動的）共感 - の障害と関連しており、これには他者の苦痛と感情を感じる能力（感情伝染）が含まれ、その状態の人々は、したがって、彼らの被害者の苦痛によって苦しむことはない。感情的共感と認知的共感のそのような解離は、攻撃的な加害者について実証されている。

### 他の状態
非典型的な共感反応は、他の様々な状態とも相関している。
境界性パーソナリティ障害は、感情的および認知的機能障害から生じる広範な行動的および対人的困難によって特徴づけられる。機能不全の社会的および対人的行動は、境界性パーソナリティ障害を持つ人々が感情的に激しく反応する方法において役割を果たす。境界性パーソナリティ障害を持つ個人は感情を過度に示すかもしれないが、共感を感じる能力は、矛盾する発見がある多くの議論の主題である。一部の研究はBPD患者の認知的共感の障害を主張するが感情的共感の障害はないとし、一方で他の研究は感情的および認知的共感の両方の障害を発見している。BPD患者において、正常範囲の共感、低下した共感感覚、共感の欠如の間を変動する変動的共感が複数の研究で存在することが指摘されているが、その有病率を決定するにはさらなる研究が必要である。ただし、それは少なくとも珍しくなく、非常に一般的な現象である可能性があると考えられている。BPDは非常に異種性の障害であり、共感を含む症状は患者間で大きく異なる。
自己愛性パーソナリティ障害の診断基準の1つは、共感の欠如と、他者の感情とニーズを認識または同一化することへの不意欲・不能力である。
スキゾイドパーソナリティ障害の特徴には、他者に対して共感的で敏感であることができないことに対応する感情的冷淡さ、離脱、および障害された情動が含まれる。
ジーン・ディセティとシカゴ大学の同僚によって実施された研究は、攻撃的な行為障害を持つ被験者が、他者が痛みを感じているのを見るときに非典型的な共感反応を示すことを実証した。行為障害を持つ被験者は、他者の痛みに対して少なくとも対照群と同程度に反応的であったが、対照群とは異なり、行為障害を持つ被験者は扁桃体と線条体（報酬系の一般的な覚醒効果を可能にする領域）の強くかつ特異的な活性化を示したが、自己制御とメタ認知（道徳的推論を含む）に関与する神経領域の活性化が障害され、加えて扁桃体と前頭前皮質の間の処理が減少していた。
統合失調症は、感情的共感の障害、および共感指数（EQ）で測定される重度の認知および共感の障害によって特徴づけられる。これらの共感障害はまた、社会的認知課題における障害とも関連している。
双極症の個人は、認知的共感と心の理論が障害されているが、感情的共感は増加している。認知的柔軟性は障害されているが、計画行動は損なわれていない。認知的共感の障害が認知的柔軟性を含む神経認知課題の遂行と関連していることから、前頭前皮質の機能障害が認知的共感の障害をもたらす可能性がある。
デイブ・グロスマンは、著書『殺すことについて』で、軍事訓練が人工的に兵士の非人格化を作り出し、共感を抑制し、他者を殺すことをより容易にすることを報告している。
職場の同僚、顧客などに対する共感反応の鈍化は、その主要な診断ツールであるマスラック燃え尽き尺度の背後にある概念化によると、燃え尽き症候群の3つの主要な構成要素の1つである。
共感欠如障害（EDD）という用語はオンラインで人気を得ているが、DSM-5では診断として認められていない。この用語はダグラス・ラビエールの記事で作られた。その記事で、彼は「自分で作り出したので、アメリカ精神医学会の精神疾患の診断・統計マニュアルには載っていない」と認め、その結論は個人的な経験のみに基づいていると述べている。彼の結論は臨床研究によって検証されておらず、EDDがDSM-5に記載されている既存の診断に関連する症状ではなく、別個の障害であることを特定した研究もない。

## 効果
共感する能力は社会で尊重される特性である。共感は利他的で向社会的な行動の動機づけ要因とみなされ、一方で共感の欠如は反社会的行動と関連している。
他者の感情を自動的に認識する傾向とは別に、意図的に共感的推論に従事することもできる。そのような共感的関与は、個人が他者の行動を理解し予測するのに役立つ。2つの一般的な方法が特定されている：個人は、他者の信念、欲求、性格特性、文脈の架空のバージョンを精神的にシミュレーションして、どのような感情的感覚が引き起こされるかを見ることができる。または、個人は感情的感覚をシミュレーションし、その後、その特定の環境でその感情的感覚が適切である適切な理由を発見するために環境を分析することができる。
共感者の感情的背景は、他者の感情をどのように知覚するかに影響を与えたり歪めたりする可能性がある。個人主義を促進する社会は共感能力が低い。共感が他者の感情状態について提供する判断は確実なものではない。共感は生涯を通じて徐々に発達するスキルであり、共感する相手との接触が多いほど向上する。
共感者は、自身が同様の状況を経験したことがある場合、状況における他者の視点を取ることがより容易であると報告し、より大きな共感的理解を経験する。同様の過去の経験が共感者をより正確にするかどうかについての研究は混在している。
人の感情がどの程度公に観察可能か、またはそのように相互に認識されるかは、重要な社会的影響を持つ。共感的認識は歓迎されるかもしれないし、されないかもしれず、社会的に望ましいかもしれないし、望ましくないかもしれない。これは特に、リアルタイムの相互作用中に誰かが私たちに対して持つ感情を認識する場合に当てはまる。触覚との比喩的な親和性に基づいて、哲学者エディス・ウィショグロッドは、共感によって必要とされる近接性が、いずれかの当事者の潜在的な脆弱性を増大させると主張している。

### 共感の利点
共感質問票でより高得点を示す人々は、他者とのより良好な関係も報告している。彼らは「共感スコアが低い人々よりも、より大きな人生の満足度、より多くのポジティブな感情、より少ないネガティブな感情、およびより少ない抑うつ症状を報告している」。
より多くの共感を示す子どもはまた、より多くのレジリエンスを持っている。アレマンド、スタイガー、フェンド（2015）による研究は、青年期における共感の早期発達がもたらす多くの利点を示すことでこれを支持している。研究の主な発見は、青年期における共感の早期発達が「大人における社会的能力を予測するのに役立つ」ことを示している。言い換えれば、将来的にグループでうまく働き、関係を築き、効果的にコミュニケーションを取る能力である。他には社会技能、協力行動、人生における肯定的な関係の発達が含まれ、これはさらに共感の利点を証明している。
共感は美的な喜びとなりうる。「経験する範囲を広げることで...状況に対して複数の視点を提供し、それによって私たちの経験を増やし...その経験を強化する」。人々は、物事を発見したり見立て遊びをしたりする子どもたちの喜びから喜びを借りたり、他者の生活について私たちの好奇心を満たしたりするために共感を使用することができる。

### 共感の不正確性と共感バイアス
人々は他者をどれだけ理解しているかを著しく過大評価することがある。人々が他者に共感するとき、その人をより理解可能にするために、その人を過度に単純化することがある。共感の仮説の確認を共感される人に明示的に求めることで、共感者の共感的正確性を向上させることができる。しかし、人々は明示的に否定されても共感的仮説を放棄することを躊躇する可能性がある。
共感できるほど理解可能にするために人々を過度に単純化するため、他者がどれほど一貫性があるかを誤って理解する可能性がある。比較して、自分には強く統合された自己が欠けていると考えるようになるかもしれない。フリッツ・ブライトハウプトはこれを「共感的付与効果」と呼ぶ。共感的な人は他者と共感するために一時的に自己感覚を抑制しなければならず、他者は拡大された超一貫性のある自己感覚を持っているように見えるため、共感的な人はこれに苦しみ、「欠けている自己を他者に投影する」かもしれず、「共感を感じることができるために放棄しなければならないもの：強い自己」を羨むかもしれない。
一部の研究は、人々が自分と最も似ている人々により共感できる、また共感しようとする傾向があることを示唆している。特に、共感は文化と生活条件の類似性とともに増加する。共感は、個人間の相互作用がより頻繁である場合により生じやすい:62。ある実験では、研究者は2つのグループの男性に、彼らが応援するサッカーチームに応じてリストバンドを与えた。各参加者は軽い電気ショックを受け、その後、他者が同じ痛みを経験するのを見た。リストバンドが一致していたとき、両者の脳は痛みと共感的な痛みで反応した。対立するチームを応援していた場合、観察者はほとんど共感を示さなかった。

### 共感の不利点
『反共感論』の著者である心理学者ポール・ブルームは、共感的バイアスが部族主義や同じ「部族」または社会集団の人々を助けるという名目での暴力的反応につながる可能性があると指摘している。例えば、共感的バイアスがデマゴーグによって利用される場合である。彼は代替案として「合理的な思いやり」を提案している。その一例は、メディアの画像に対する感情的反応に頼るのではなく、効果的利他主義を使用して慈善寄付を合理的に決定することである。
より高い共感は欺騙検出の正確性を低下させる傾向があり、感情認識トレーニングは欺瞞検出を改善しない。
共感はまた、同情的な物乞いによって悪用される可能性もある。ブルームは、インドのストリートチルドレンの例を挙げている。彼らは愛らしいために多くの寄付を得ることができるが、これが組織犯罪による彼らの奴隷化につながる。ブルームは、誰かが自分自身についてより良く感じ、目の前の人に与えるよりも人生により多くの意味を見出すかもしれないが、非個人的なウェブサイトを通じて効果的な慈善団体に寄付することで、場合によってはより少ない害を与え、多くの場合より多くの善を世界にもたらすだろうと述べている。ブルームは、共感と社会的知性の不適切な使用が近視眼的な行動と偏狭性につながる可能性があると考えている。
ブルームは、短期的な共感が強すぎる親は、しつけを怠る、ヘリコプターペアレントをする、または短期的な不快感のために子どもにワクチンを接種しないことを決めるなど、子どもに長期的な問題を引き起こす可能性があると指摘する。災害後に過度の共感を経験する人々は、中止を求められたり、代わりに現金を送るよう求められたりした後でも、缶詰食品や使用済みの衣類などの寄付を送り続ける可能性があり、これは無用な寄付を処分する必要を生み出し、有用な活動から資源を奪うことで状況を悪化させる可能性がある。ブルームはまた、共感が人々に醜い人々よりも魅力的な人々に、または異なる人種の人々よりも自分と同じ人種の人々により関心を持たせる場合に、非倫理的な行動を助長する可能性があることを発見している。魅力のバイアスは野生生物保護の取り組みにも影響を与え、かわいく写真映えのする動物を保護するための資金と法律を増やす一方で、生態学的により重要な種から注目を奪う可能性がある。

### 共感と権力
人々は、より多くの社会的または政治的権力を持つとき、共感が少なくなる傾向がある。例えば、下層階級の出身の人々は、上層階級の出身の人々よりも優れた共感的正確性を示す。様々なプライミング実験において、他者に対して権力を持っていた状況を思い出すよう求められた人々は、その後、他者を鏡映する能力、彼らの視点を理解する能力、または彼らの視点から学習する能力が低下することを示した。

### 共感と暴力
ブルームは、精神病質者は共感が低いものの、科学的研究で記録されている共感の低さと暴力的行動との相関は「ゼロ」であると述べている。セルフコントロールの欠如など、他の指標の方が暴力的行動をはるかによく予測する。

### 共感疲労
過度の共感は、特に病的利他主義と関連している場合、「共感的苦痛疲労」につながる可能性がある。医学的リスクには、疲労、燃え尽き症候群、罪悪感、羞恥心、不安、および抑うつがある。タニア・シンガーは、医療従事者と介護者は他者の感情に対して客観的でなければならないと述べている。彼らは自身の資源を枯渇させるリスクを冒して、自身の感情を他者に過度に投資すべきではない。ポール・ブルームは、共感性の高い看護師は、苦痛を目撃することに関連する否定的な感情を避けるために、患者との時間を減らす傾向があることを指摘している。

### 共感の逆効果
共感がしばしば肯定的な属性として描かれているにもかかわらず、共感を表現する人々が好意的に見られるかどうかは、彼らが誰に共感を示すかによって異なる。第三者が、疑わしい性格の人物や一般的に非倫理的とみなされる人物に対して共感を示す主体を観察する場合、その第三者はそのために主体を好まないかもしれず、尊重しないかもしれない。これは「共感の逆効果」と呼ばれる。

### 援助行動への影響
自然災害に対する社会的反応の調査者は、被害者を助ける個人に関連する特徴を研究した。研究者は、感情的共感ではなく認知的共感が、被害者に対する援助行動を予測することを発見した。他者の視点を取ること（認知的共感）は、これらの援助者が不快感をあまり感じることなく被害者により良く共感することを可能にするかもしれないが、被害者の感情を共有すること（感情的共感）は感情的苦痛、無力感、被害者非難を引き起こし、援助ではなく回避につながる可能性がある。
弱者への懸念（すなわち感情的共感）を表明した個人は、苦痛を生むCOVID-19パンデミックのロックダウン措置をより受け入れる意思があった。
共感的感情が利他的動機を引き起こす方法を理解している人々は、そのような感情を抑制または回避する戦略を採用するかもしれない。このような感情の麻痺、またはクライアントに対して共感を感じる能力の喪失は、支援専門職の事例担当者のバーンアウト経験における可能な要因である。人々は、利他的行動が悲しみの最小化やミラーニューロンの覚醒から生じるかどうかにかかわらず、それがどのように生じるかをより理解するほど、自身の行動をより良く認知的に制御することができる。
共感によって引き起こされる利他主義は、必ずしも向社会的効果を生み出すとは限らない。例えば、共感を感じる人のために他の潜在的な向社会的目標を犠牲にして努力することにつながり、そのことによってある種のバイアスを引き起こす可能性がある。研究者は、個人が共感を感じる人を利することになる場合、より大きな集団の利益に反して行動したり、公平性と正義の自身の道徳的原則に違反したりする意思があることを示唆している。
共感に基づく社会化は、形成、モデリング、内在化された罪悪感を通じた利己的衝動の抑制とは異なる。視点取得と共感的感情を奨励することによって利他的衝動を育成する治療プログラムは、個人がより満足のいく対人関係を発展させることを可能にするかもしれない。特に長期的にはそうである。共感によって引き起こされる利他主義は、スティグマを持つグループに対する態度、人種的態度、およびエイズ患者、ホームレス、受刑者に対する行動を改善することができる。そのような結果として生じる利他主義はまた、競争的状況における協力を増加させる。
共感は、非公式で、計画されておらず、直接目の前にいる誰かに向けられた向社会的行動を促すのには優れているが、より抽象的に考えられた長期的な向社会的行動を促すのはそれほど得意ではない。
共感は、自身の援助行為の前駆体となるだけでなく、他者からの援助を招く方法にもなりうる。一緒にいる誰かの姿勢、表情、声のスタイルを模倣すると、それによって彼らにあなたを助けるよう促し、あなたに対して好意的な意見を形成するよう促すことができる。

### 紛争解決
共感は、他者の視点を理解することに焦点を移し、誤解を防ぎ、思い込みを取り除くことで、紛争解決において重要な役割を果たす。相手方の論点を理解できることで、何が紛争を引き起こしているのかについて異なる考えを持つことができる。これは、バイアスを取り除き、紛争を解決するのに役立つコラボレーションを可能にする方法で問題を伝えるのに役立つ。共感は紛争解決において効果的な役割を果たすことができるが、重要な影響を持たない状況もある。

## 共感的怒りと苦痛

### 怒り
共感的怒りは感情であり、共感的苦痛の一形態である。共感的怒りは、他者が別の人や物によって傷つけられている状況で感じられる。
共感的怒りは助けたい欲求と罰したい欲求に影響を与える。共感的怒りの2つのサブカテゴリーは、状態共感的怒り（現在の共感的怒り）と特性共感的怒り（共感的怒りを経験する傾向または素因）である。
人の視点取得能力が高いほど、挑発に対する怒りは少ない。しかし、共感的関心は怒りの反応を有意に予測せず、より高い個人的苦痛は怒りの増加と関連している。

### 苦痛
共感的苦痛は、他者の知覚された痛みを感じることである。この感情は、共感的怒り、不正の感情、または罪悪感に変換されうる。これらの感情は向社会的とみなされうるが、それらが道徳的行動の動機として機能するかどうかについては見解が異なる。
ストア派の哲学者は、他者の感情や運命に自身の感情的性向を条件付けることは愚かであると信じていた。キケロは、他者の不幸に苦痛を感じる人は、他者の幸運に苦痛を感じる嫉妬深い人と同じくらいの誤りを犯していると述べた。

## 学問的アプローチ

### 哲学

#### 倫理学
2007年の著書『ケアと共感の倫理学』で、哲学者マイケル・スロートは共感に基づくケアの倫理理論を導入している。彼は、道徳的動機付けは共感的反応の基盤から生じるべきであり、実際に生じており、道徳的重要性を持つ状況に対する私たちの自然な反応は共感によって説明されると主張する。彼は、共感の限界と義務、そして結果として道徳性は自然であると説明する。これらの自然な義務には、家族や友人、そして時間と空間的に私たちに近い人々に対するより大きな共感的および道徳的義務が含まれる。そのような人々に対する私たちの道徳的義務は、遠くにいる見知らぬ人々に対するものよりも自然に強く感じられる。スロートは、これは共感の自然なプロセスによるものだと説明する。彼は、行為は行為者の側で他者に対する十分に発達した共感的関心の欠如を反映または示す場合にのみ、そしてその場合に限り誤っていると主張する。2011年の論文で、哲学者マイケル・スロートは、共感が道徳的判断においてどのように役割を果たすかを深く掘り下げ、善悪を理解し判断する能力が共感によって影響を受けることを示唆している。彼はさらに、他者に共感できることは、共感の欠如によって起こりうる不合理または冷酷とみなされる行動を避けるのに役立つと述べた。

#### 現象学
現象学において、共感は自己と他者の間の混乱なしに、他者の視点から何かを経験することを記述する。これは行為主体感の概念に基づいている。最も基本的な意味で、現象学は他者の身体を「向こうにある私の身体」として経験することである。しかし、ほとんどの他の点で、それは人の自身の目を通して見られる経験である。共感を経験する際、経験されるのは「私の」経験ではない。たとえ「私」がそれを経験するとしてもである。共感はまた、相互主観性の条件であり、そのようなものとして、客観性の構成の源であると考えられている。

### 歴史
キース・ジェンキンスなどの一部のポストモダニスト歴史家は、過去の人々と共感することが可能かどうかを議論してきた。ジェンキンスは、共感が現在そのような特権的な地位を享受しているのは、それが現代社会の支配的な自由主義的言説と調和的に対応し、ジョン・スチュアート・ミルの相互的自由の概念と結びつけることができるからだと論じている。ジェンキンスは、過去は異国であり、私たちは過ぎ去った時代の認識論的条件にアクセスできないため、当時生きていた人々と共感することができないと論じている。

### 精神療法
ハインツ・コフートは精神分析に共感の原理を導入した。彼の原理は無意識の材料を収集する方法に適用される。

### ビジネスと経営
共感は顧客関係、従業員のモラル、人事管理能力を改善する可能性があるように見えるため、ビジネスの文脈で研究されてきた。
2009年の著書『Wired to Care』で、戦略コンサルタントのデブ・パトナイクは、現代のビジネス実践における大きな欠陥は大企業内での共感の欠如であると論じている。彼は、共感がなければ企業内の人々は直感的な決定を下すのに苦労し、定量的研究に頼ることができれば自社のビジネスを理解していると信じ込まされやすいと述べている。彼は、企業は顧客に対する共感の感覚を生み出すことができると述べ、ナイキ、ハーレーダビッドソン、IBMを「オープン共感組織」の例として挙げている。そのような企業は、競合他社よりも新しい機会をより早く見出し、変化により容易に適応し、従業員に仕事においてより大きな使命感を提供する職場を作り出すと彼は主張している。
2011年の著書『The Empathy Factor』で、組織コンサルタントのマリー・ミヤシロも同様に職場に共感をもたらすことを主張し、これを達成するための効果的なメカニズムとして非暴力コミュニケーションを提案している。
マネジメント・リサーチ・グループの研究では、共感は管理モデルの22の能力のうち、倫理的なリーダーシップ行動の最も強い予測因子であり、上級幹部の有効性の3つの最強の予測因子の1つであることが分かった。リーダーシップコンサルティング会社ディベロップメント・ディメンションズ・インターナショナルは、2016年に米国の雇用主の20%が管理者に共感トレーニングを提供していることを発見した。クリエイティブ・リーダーシップ・センターの研究でも、従業員の間で共感が職務遂行と正の相関があることが分かった。
パトリシア・ムーアは、顧客をより理解するために共感的技法を使用することを先駆けた。例えば、彼女は高齢者の経験をシミュレートするためにメイクアップと補綴を使用し、そこから得た洞察を活用してその顧客セグメントにより親しみやすい製品を生み出した。フォード・モーターのデザインエンジニアは、妊娠と高齢をシミュレートするために補綴を着用し、そのような顧客のためにより良く機能する車を設計するのに役立てた。フィデリティ・インベストメンツは、電話カスタマーサービスの従業員に、会話の相手側の立場を経験できるように（ドラマ化された）顧客の家に入り込む仮想現実アプリでトレーニングを行っている。

### 協力の進化
共感的視点取得は、進化ゲーム理論によって研究されているように、人間社会における協力を維持する上で重要な役割を果たす。ゲーム理論モデルにおいて、間接的互恵性は、社会規範と呼ばれる一連の道徳規則への知覚された遵守に基づいて個人に割り当てられる道徳的評判に基づく協力のメカニズムを指す。評判が相対的であり、個人が他者の道徳的立場について意見が一致しない場合（例えば、異なる道徳的評価規則を使用したり、判断の誤りを犯したりするため）、協力は維持されないことが示されている。しかし、個人が共感的視点取得の能力を持つとき、利他的行動は再び進化することができる。さらに、進化モデルは、共感的視点取得それ自体が進化し、人間集団において向社会的行動を促進できることも明らかにした。

## 教育的文脈において
調査の別の焦点は、教師と学習者の間の教育において共感がどのように現れるかである。研究は、共感が教室のダイナミクスの発展、学生の参加の促進、学業成果の向上に重要であることを示している。2022年の教育における共感の有効性に関する系統的レビューでは、共感的な教師-生徒関係が肯定的な学習環境をもたらす可能性があることを示している。また、スタンフォード大学の研究では、教師がアクティブリスニングと感情的認識アプローチを適用すると、停学率が大幅に（50%）減少する可能性があることが分かった。これはまた、共感が規律の問題を軽減し、望ましい学業成果を生み出す能力を示している。
肯定的な成果にもかかわらず、共感の哲学は、共感が道徳と深く結びついていることを強調し、これは教師の共感を発展させることが困難であることを理解するのに役立つ。教えることによる学習は、共感を教えるために使用される1つの方法である。研究はまた、研修中の教師の共感を発展させることが困難であることを発見した。教えることによる学習は共感を教えるために使用される1つの方法である。学生は新しい内容をクラスメートに伝達するので、それらのクラスメートの精神的プロセスについて継続的に反省しなければならない。これは、集団反応とネットワーキングに対する学生の感覚を発展させる。カール・ロジャーズは、効果的な心理療法と教育の研究を先駆け、共感が無条件の肯定的配慮または学生への思いやりと、真正性または一致性と結びついていることが、セラピストまたは教師が持つべき最も重要な特性であると主張した。他の研究とメタ分析も、これらの人物中心の特性の重要性を裏付けている。
医学教育内では、隠れたカリキュラムが医学生の共感を抑制または減少させるように見える。

## 異文化間の文脈において
ある理論によると、共感は異文化間コミュニケーションの有効性に関与する7つの構成要素の1つである。この理論はまた、共感は学習可能であると述べている。しかし、研究はまた、人々が地位、文化、宗教、言語、肌の色、性別、年齢などの特徴で自分とは異なる他者に共感することにより大きな困難を経験することを示している。
他者に異文化間共感を築くために、心理学者は共感トレーニングを採用している。ウィリアム・ウィークス、ポール・ペダーセンらの研究者は、異文化間共感を発展させる人々は、複数の世界観から経験や視点を解釈できると述べている。異文化間共感はまた、自己認識と、文化的見解によって条件付けられた自身の相互作用スタイルについての批判的認識を向上させ、プロセスとしての自己の見方を促進することができる。

## フィクションにおいて
「芸術家、画家、詩人、小説家を問わず、我々が負う最大の恩恵は、我々の共感の拡張である。一般化と統計に基づく訴えは、既製の共感、すでに活動している道徳的感情を必要とする。しかし、偉大な芸術家が与えることのできる人生の絵は、些細なことや利己的なことにさえ、自分以外のものに注意を向けさせる。これは道徳的感情の原材料と呼ぶことができる...芸術は人生に最も近いものであり、経験を増幅し、個人的な運命の境界を超えて同胞との接触を広げる手段である」とジョージ・エリオットは述べた。
リン・ハントは『人権の発明：歴史』において、人権の概念が発展した方法とその時期は、部分的に18世紀中頃のヨーロッパの小説家たち、特に書簡体小説の形式を用いた小説家たちの影響の結果であると論じた。彼らの作品は、読者に実生活の率直な詳細にアクセスしているという、より鮮明な感覚を与えた。「書簡体小説は、当時の重要な文化的・社会的変化を単に反映しただけではない。小説を読むことは実際に、共有された心理的経験の認識を含む新しい種類の感情を作り出すのに役立ち、これらの感情は人権を含む新しい文化的・社会的運動に変換された」。
共感の力は、特にスーパーヒーローメディアにおいて、頻繁な能力となっている。「エンパス」は他者の感情と身体感覚を感知/感じる能力を持ち、場合によってはそれらに影響を与えたり制御したりする。マーベル・コミックのキャラクターエンパスのような特定のキャラクターが持つ特定の力である場合もあるが、この力はジーン・グレイの場合のようにテレパシーの力と頻繁に結びつけられてきた。
リブート版テレビシリーズ『チャームド』は、共感の力を持つ魔女としてマギー・ベラを描いている。彼女の力は後に、他者の感情を制御し、時には感情を純粋なエネルギーに集中させることができるまでに拡大する。シーズン4で彼女は、共感的に人々の力を理解することで、その力を複製することを学ぶ。
2013年のNBCテレビ番組『ハンニバル』の解釈では、第1話でウィル・グレアムが紹介される。グレアムは、認知的および感情的共感の両方が例外的に高いレベルにあり、それに写真記憶と想像力が組み合わさっているという点でユニークである。これらの能力は、最も堕落した殺人者たちの動機を理解するのに役立つ。ハンニバル・レクターは彼の能力を「純粋な共感」と呼ぶ。グレアムは出会うほぼ誰の視点でも取ることができ、彼を病的にする視点でさえも取ることができる。犯罪現場を評価する際、彼は想像力と共感を使って殺人者になりきり、殺人時に彼らが感じていたことを感じる。